# Jacobus Vide
Jacobus Vide ou Jacques Vide, né vers 1386 et mort après 1433, est un compositeur, organiste et musicien de l'école franco-flamande. Il a participé à l'évolution du style musical au cours de la période de transition entre la musique médiévale et celle de la Renaissance. Il fut l'un des premiers représentants de l'école bourguignonne, sous le règne de Jean sans Peur et Philippe le Bon. 

## Biographie
La plus ancienne mention concernant Jacobus Vide provient des archives de la cathédrale Notre-Dame de Paris qui indique qu'en 1405, il y était probablement un enfant de chœur (une certaine incertitude existe en ce qui concerne le nom). En 1410, il a occupé un poste d'organiste dans l'ancienne cathédrale Saint-Donatien de Bruges et dans le même temps, il a peut-être continué à être chanteur et organiste dans la chapelle de l'antipape Jean XXIII.
En 1423, il se rapproche de la cour des ducs de Bourgogne en devenant gentilhomme de la Chambre de Philippe le Bon. Il va exercer ses talents créatifs musicaux dans ce qui va devenir l'école bourguignonne. En 1426, il fut chargé d'instruire et de s'occuper des enfants de chœur. En 1428 il a été promu au poste de secrétaire de Philippe le Bon. Aucun document sur son activité professionnelle après 1433 n'a pas encore été découvert.

## Style musical
Des huit de ses œuvres qui nous sont parvenues, toutes sont des rondeaux, des chansons françaises qui étaient très en vogue à la cour de Bourgogne. Le style est quelque peu inhabituel, en comparaison des autres musiques de la même période. La cadence mélodique et harmonique ayant pour fonction de ponctuer un morceau ou une phrase musicale, était rythmée différemment, avec des dissonances fréquentes, des rythmes croisés, des phrases courtes et une variabilité considérable de la mélodie contribuant au charme spécial de cet art musical à la cour du duché de Bourgogne. Dans toutes ces cadences, une des caractéristiques de Jacobus Vide est celle où la plus grave des voix saute une octave pour éviter les quintes parallèles. Une de ses chansons les plus énigmatiques est un rondeau à trois voix, Las, j'ay perdu mon espincel, dans lequel les voix supérieures, superius et le ténor, sont entièrement écrites, mais le contratenor est laissé en blanc.

## Œuvres sauvegardées
- Amans doubles
- Espoir m’est venu conforter
- Et c’est asses
- Il m’est si grief
- Las! ja‘y perdu mon espincel
- Puisque je n’ay plus de maystresse
- Qui son cuer met a dame
- Vit encore ce faux dangier.